# 魯富都
魯富都，又譯魯夫都、魯富督，早期漢字文獻多記為鹿楮、鹿堵、鹿渚、鹿株等，是歷史上鄒族於中台灣所建立的古國，為歷史上最北邊的鄒族政權，統治中心為和社大社（又稱為魯富都社或鹿株大社）位於陳有蘭溪左岸；往昔國力強大，但則因人口漸減，最後為特富野所兼併後滅國，且逐漸與鄰近的布農族同化。

## 歷史

### 建立
約15世紀，來自特富野的nia-hosa氏和Yataayungana氏帶領人民在今阿里山鄉神木村上方tiumahana之處，建立獵寮並撒播小米豐收，因而吸引許多移民定居，原為特富野小社，最終於當地建立會所，在頭目默許下進入半獨立狀態。由於人數不斷增加，於是將會所移至桐仔林（Vivio）之地建立和社（Hosa），又因人口增長，便開始分立小社，除原來的神木之外，新立的小社有李基布（Likipu，今竹山鎮）、Haipucungu（今望鄉上方）、望鄉（Skoskopna）及，構成一個以和社大社為中心，下轄三個分社的體系。又因與姆姆諸之土地糾紛，雙方爆發戰爭，在合社溪與陳有蘭溪的合流處（位於今南投縣信義鄉同富村）交戰，姆姆諸在戰爭中落敗，頭目被殺，姆姆諸族人被驅逐到濁水溪河畔，幾乎全部被殲滅，只有少數倖存者撤往北方（今屬於布農族巒社群和郡社群範圍）。戰爭結束後，和社接收了他們在楠仔腳萬（Mamahavana，今久美）、羅娜（Nia-feo'isi）與新鄉（Sinapayani）的土地。最後經過與特富野的協商後，脫離特富野獨立，並正式建國，並將國號命名為魯富都。其中由於yulunana王朝氏族在立國之戰中戰功彪炳，因此被推舉為總頭目（peongsi）兼任軍事統帥（yuozomu）。

### 初期發展
魯富都建立之初，鄰近的布農族興兵攻打魯富都。魯富都方面得知情況後，立刻聚集起當時部落內的壯丁，並且將婦女和孩子送往附近的山頭上，交代他們如果看到山下穿黑色衣服的人（魯富都軍）越來越少，就趕快逃到特富野尋求庇護。當婦女們撤走之後，布農族人隨即開始發動攻擊，女人們聚集在山上觀望戰事，發現戰事進行了很久，黑色衣服的人卻還是很多，甚至逐漸比布農族的軍隊還要多，知道布農族並沒有打敗魯富都軍隊，因此群起趕向戰場協助男性作戰，當時節節敗退的布農族原本準備好要發起最後一次衝鋒，卻被女性們干擾而失敗，最後被魯富都軍隊殺光，只留一個活口回去向他們的部落報告戰況。此役也奠定了魯富都政權的穩定。

### 魯鄭戰爭
1665年，位在台南一帶的華人政權東寧的領袖鄭經頒布「屯田之制，以拓番地」，確立了東寧對外擴張的政策，企圖延申原本的軍屯至原住民領域，於是派遣部將參軍林圯率屯丁200人由斗六門（今斗六市），越過阿拔泉溪（今清水溪），攻打牛相觸口（今中和里） 進犯李基布，魯富都與東寧雙方爆發數起激烈衝突，最後將原居的鄒人驅逐至東埔蚋（今延平里），並在當地建立竹圍仔庄。1668年10月，魯富都軍隊夜襲圍困竹圍仔庄，東寧部將林圯與百餘屯丁悉數被殺，李基布暫為收復。數周後東寧援軍再度掃蕩鄒人，將所屯墾之佔領區命名為「林圯埔」。另屯弁杜、賴二姓的勢力也進佔濁水溪南岸之社寮（今山崇里、社寮里）、後埔仔（今中央里、富州里），使竹山成為漢人在南投最早開發的地區。而魯富都則失去清水溪流域與濁水溪流域丘陵地區的領土，當地人民向後往大水窟遷徙。

### 林爽文事件
1787年發生林爽文事件，1788年與1790年「阿里山總社」「番頭目阿吧哩」等人因協助平定林爽文事件被兩次安排前往北京為乾隆商壽。現今久美部落族人流傳  頭目兩度渡海出征，從敵人（疑為皇帝）拯救兄弟的傳說，而久美部落故頭目的夫人仍保存據稱當時乾隆所賞賜的「龍袍」。:6-10

### 衰亡
十九世紀，清帝國因應「開山撫番」政策，計畫修築道路通往後山，其中中路正巧經過楠仔腳萬、和社地區，主理此事的清帝國官員在與魯富都代表溝通未果後，創立雲林撫墾局，在軍事的壓迫下，1887年清帝國在楠梓腳萬設立萬興關學堂，漢人約在此時開始移墾，楠梓腳萬宛如清帝國租界，也從此時，天花瘟疫流行，使魯富都人口銳減，國力從此衰弱，最後，因無力派兵增援子社，子社幾乎全數被鄰國特富野所兼併，國土僅存和社及楠梓腳萬兩地。
1920年國力衰敗的魯富都正式成為日本殖民地，日本政府便於山林資源之開發，於是在該年將和社、楠仔腳萬合併於mamahavana（久美）成單一村落，魯富都也正式宣告滅亡。

## 疆域
魯富都領土，以溪為國界，東與布農族相對，北邊先後與東寧及清朝相鄰，西、南一帶則與伊姆諸、特富野接壤。行政區劃以和社大社為中心，17世紀鼎盛時期轄有李基布、上望鄉、望鄉、楠仔腳萬、羅娜及新鄉等六小社。
| 區劃                             | 今日位置                                |
| -------------------------------- | --------------------------------------- |
| 和社大社（Hosa-sia）             | 南投縣信義鄉神木村                      |
| 良久（Laq-sia）                  | 南投縣信義鄉                            |
| 桐仔林（Vivio）                  | 南投縣信義鄉                            |
| 神木（Tiumahana）                | 南投縣信義鄉神木村/嘉義縣阿里山鄉豐山村 |
| 李基布（Likipu）                 | 南投縣竹山鎮                            |
| 上望鄉（Haipucungu）             | 南投縣信義鄉望鄉村                      |
| 望鄉（Skoskopna）                | 南投縣信義鄉望鄉村                      |
| 楠仔腳萬（Namakaban/Mamahavana） | 南投縣信義鄉望美村久美部落              |
| 羅娜（nia-feo'isi）              | 南投縣信義鄉羅娜村                      |
| 新鄉（Sinapayani）               | 南投縣信義鄉新鄉村                      |

## 遺族

### 日本時代
1935年左右，日本政府將布農族郡社群（Takishusungan）氏族數十餘人遷移至久美，這是第一批進入久美的布農族人；1944年，日政府又迫令居住在良久（Laqsia）的布農族卓社群(Takitudu）遷移至久美，之後又有遠自高雄梅山及信義鄉其他部落的郡社群遷入，戰後，漢人及巒社群、卡社群等個別的相繼遷移，使得久美成為一個多族群、多語言的部落。
魯富都遺民一部份遷居特富野，一部份遷移至南投縣信義鄉的羅娜、久美一帶與布農族混居、大量通婚，久美地區的鄒族與布農族共居，語言受布農語同化。日治晚期為推行皇民化運動，禁止族人舉辦祭儀，廢置會所。

### 中華民國時代
戰後漢人相繼遷入，繼之而來的漢語同化，造成雙重壓迫，鄒語嚴重流失。日治以來，行政區之劃分，使本區鄒族與阿里山鄒族，缺乏聯繫而孤立，在社會上、語言上失去同族的支持補充，而更易受到同化。
戰後雖曾一度恢復祭典，然而1956年起，久美部落因耆老急速凋零，無人領導，及宗教傳入等因素停辦祭儀，集會所也因長期閒置，損壞嚴重而遭拆除至今。:10頁註5
2017年7月7日立法委員Kolas Yotaka前往南投縣信義鄉的久美部落，與鄒族人討論如何取回鹿株大社（即和社大社）的傳統領域土地，目前這片土地為台大實驗林(公有地)所有。鄒人要求分享共管的決策權，台大實驗林釋出善意，經過Kolas協調後，雙方達成共管共榮的共識，並且已付諸實行